# Wulfstan de Hedeby

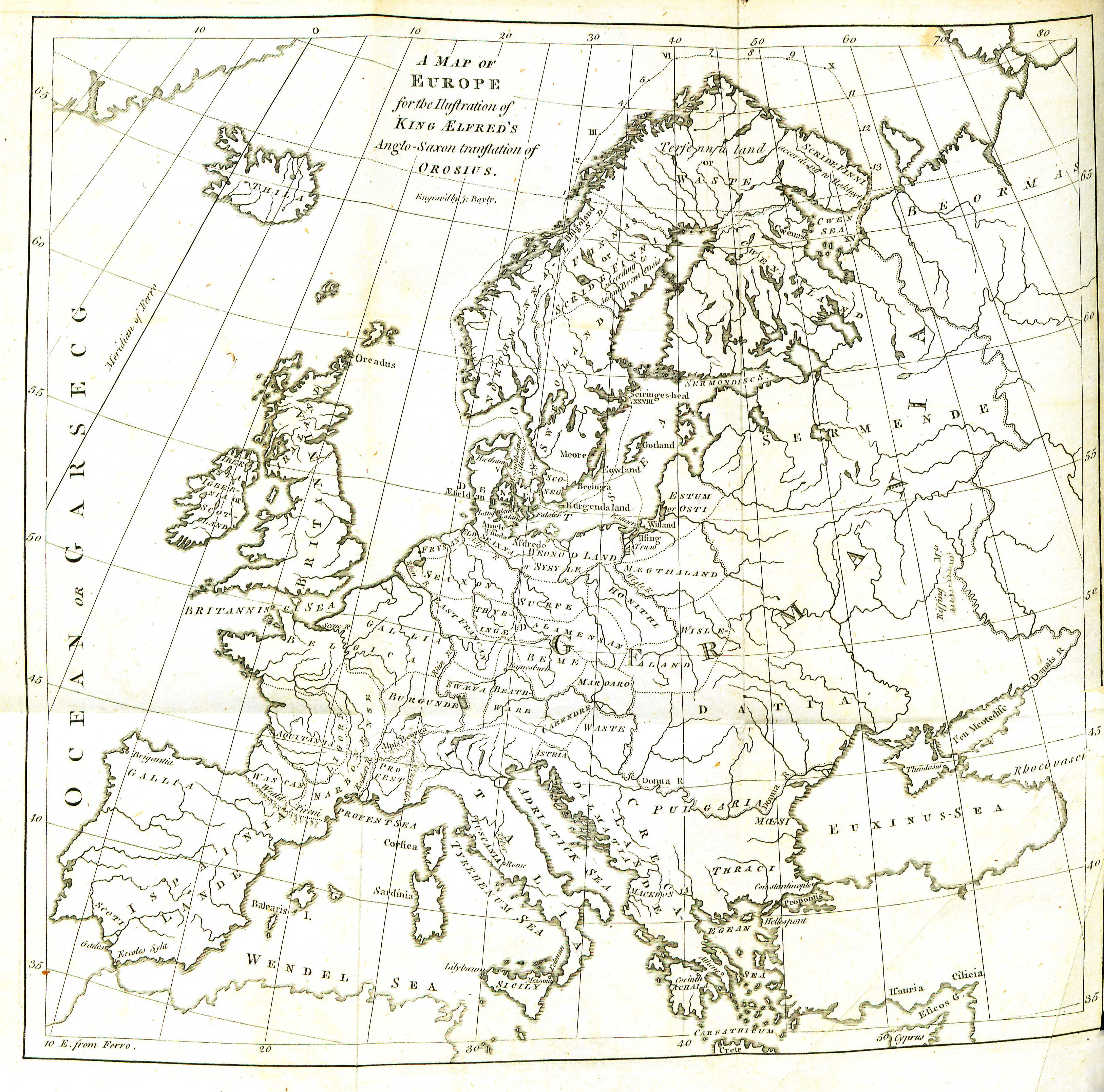
Mapa da Europa ilustrando a versão anglo-saxónica da obra Historiarum adversum paganos do historiador hispânico Paulo Orósio. Gravura de J. Bayly (1773)

Wulfstan ou Vulstano de Hedeby (em inglês antigo: Wulfstan; em nórdico antigo: Ulfstein; em latim: Vulstanus) foi um comerciante do século IX, possivelmente de origem inglesa ou dinamarquesa, conhecido pelo seu relato de uma viagem marítima, por volta do ano 880, entre a cidade viquingue de Hedeby, na Alemanha, e a cidade viquingue de Truso, na atual Polónia. A descrição da viagem foi mais tarde incluída, por iniciativa do rei Alfredo, o Grande, monarca do Reino de Wessex, na versão anglo-saxónica da obra Historiarum adversum paganos do historiador hispânico Paulo Orósio do século IV-V. 

A viagem levou sete dias e sete noites, começando em Hedeby e terminando em Truso. As indicações geográficas e náuticas tornam a narrativa equilibrada e credível, tornando o texto uma fonte fidedigna.
Segundo Wulfstan, a expedição teria passado ao largo de ”Langaland” (Langeland), ”Læland” (Lolland), Falster, e ”Sconeg” (Escânia), que pertenciam à ”Denemearcan” (Dinamarca), tendo depois passado por ”Burgenda lande” (Bornholm), que tinha um rei próprio, para finalmente ter passado por ”Blecinga eg” (Blekinge), ”Meore” (Möre, hoje uma parte do Condado de Kalmar), ”Eowland” (Öland), e Gotlândia, que pertenciam aos ”Sweom” (Suíones). 

| “ | On bæcbord him wæs Langaland, Læland, Falster, Sconeg, þas land eall hyrað to Denemearcan. þonne Burgenda land wæs us on bæcbord, þa habbað him sylf cyning. þonne æfter Burgenda lande wæron us þas land þa synd hatene ærest Blecingaeg, Meore, Eowland, Gotland on bæcbord, þas land hyrað to sweon. | ” |